# Tobias Hainyeko
Tobias Hainyeko (* 1932; † 18. Mai 1967) war ein Freiheitskämpfer in Südwestafrika. Er war von 1962 bis zu seinem Tod der erste Kommandeur der People’s Liberation Army of Namibia (PLAN) im namibischen Befreiungskampf.

## Biografie
Hainyeko wandere in den frühen 1950er Jahren nach Kapstadt in Südafrika aus. Dies war kurz nach der Gründung der Ovamboland People’s Organisation (OPO), dem Vorläufer der SWAPO, dem politischen Arm der PLAN. Hainyeko schloss sich dort der OPO an und wurde schnell eines ihrer bekanntesten Mitglieder. Er arbeitete in Kapstadt eng mit Andimba Toivo ya Toivo und Andreas Shipanga zusammen.
1959 zog Hainyeko, kurz vor dem Massaker in der Old Location, wieder nach Windhoek. Nur ein Jahr später folgte er Sam Nujoma nach Daressalam in Tansania. Dort wurden erste Vorbereitungen für den bewaffneten Kampf zur Erlangung der Unabhängigkeit aufgenommen. Hainyeko war eines der ersten Mitglieder, das sich militärisch ausbilden ließ. Er folgte seinem militärischen Ausbildungsweg anschließend in Algerien und der Sowjetunion, ehe er nach Tansania zurückkehrte und ein eigenes militärisches Ausbildungslager in Kongwa einrichtete. Hainyeko war maßgeblich an der Gründung der South West Africa Liberation Army (SWALA), dem Vorgänger der PLAN, beteiligt.
1965 nahm er gemeinsam mit Peter Nanyemba und John Nankudhu den ersten bewaffneten Widerstand auf. Sie reisten von Kongwa über Nakonde in Sambia bis nach Sesheke in Südwestafrika. Hier errichteten sie in Omugulugwombashe ein Ausbildungslager. Von hier begann am 26. August 1966 der bewaffnete Aufstand gegen die südafrikanische Besatzungsmacht.
Am 18. Mai 1967 tötete Hainyeko zwei südafrikanische Soldaten am Kwando, ehe er wenig später selbst im Gefecht fiel.
Nach Hainyeko sind unter anderem ein Wahlkreis in Windhoek sowie eine Straße benannt.